# Čomov palác
Čomov palác (starší Csoma palác, Csomov dom, Palác barona Mednyanského) je dům na Hviezdoslavově náměstí č. 6 v Starém Městě v Bratislavě.
Pozdněbarokní budova z konce 18. století  je kulturní památkou. Autorem projektu byl J. K. Zillack.
V současnosti se objekt využívá jako obytný dům, na nejvyšším podlaží jsou kancelářské prostory. Uprostřed domu je malý dvůr, v objektu se nachází výtah v samostatné konstrukci, který vede pouze na nejvyšší, částečně nastavené podlaží, přičemž z něj není přístup na obytné podlaží.
Čomov palác patří mezi nejstarší budovy na náměstí, postavili ho v roce 1778, v roce 1923 ho navštívil Albert Einstein.